# Bahnhof Oberstdorf
Bahnhof Oberstdorf vasútállomás Németországban, Bajorország tartományban, Oberstdorf településben. Napi 1545 fős utasforgalma alapján a Német vasútállomás-kategóriák közül a harmadikba tartozik. A állomás megnyerte Az év vasútállomása díjat 2006-ban.

## Vasútvonalak
Az állomást az alábbi vasútvonal érinti:
- Immenstadt–Oberstdorf-vasútvonal (KBS 970 / 975)

## Forgalom
Az állomást az alábbi viszonylatok érintik:
| Viszonylat | Útvonal | Ütem              |
| ---------- | --- | ----------------- |
| IC 26      | Nebelhorn: Hamburg-Altona – Hamburg Hbf – Hannover – Göttingen – Kassel-Wilhelmshöhe – Würzburg – Augsburg – Kempten (Allgäu) – Oberstdorf                      | napi egy vonatpár |
| IC 55      | Allgäu: Hannover – Bielefeld – Dortmund – Essen – Düsseldorf – Köln – Koblenz – Mainz – Mannheim – Heidelberg – Stuttgart – Ulm – Kempten (Allgäu) – Oberstdorf | napi egy vonatpár |
| ALX        | München – Kaufering – Buchloe – Kaufbeuren – Kempten (Allgäu) – Immenstadt – Oberstdorf                                                                         | kétóránként       |
| RE         | Allgäu-Franken-Express: Nürnberg – Donauwörth – Augsburg – Buchloe – Kempten (Allgäu) – Immenstadt – Oberstdorf                                                 | kétóránként       |
| RE         | Augsburg – Buchloe – Kempten (Allgäu) – Immenstadt – Oberstdorf                                                                                                 | kétóránként       |
| RE         | Ulm – Memmingen – Kempten (Allgäu) – Immenstadt – Oberstdorf | kétóránként       |
| RB         | Immenstadt – Sonthofen – Oberstdorf | napi egy vonatpár |